# Fadhel Abdelkefi
Fadhel Abdelkefi (arabe : محمد الفاضل عبد الكافي), né en 1970 à Tunis, est un économiste, homme d'affaires et homme politique tunisien.

## Biographie

### Formation
Né en 1970 à Tunis, il est diplômé de la faculté des sciences économiques de l'université Panthéon-Sorbonne.

### Homme d'affaires
Fils de l'économiste et homme d'affaires Ahmed Abdelkefi, il intègre en 1994 les rangs de Tunisie Valeurs, un intermédiaire en bourse fondé par son père et dont il prend la direction en 2005.
Président du conseil d'administration de la Bourse de Tunis, fonction qu'il exerce de 2011 à 2014, il réintègre l'entreprise Tunisie Valeurs en novembre 2017 en tant que président du conseil d'administration. En 2020, il est nommé membre du conseil d'administration de la Banque internationale arabe de Tunisie.

### Carrière politique
Il devient ministre du Développement, de l'Investissement et de la Coopération internationale le 27 août 2016 et également ministre des Finances par intérim le 30 avril 2017 à la suite du limogeage de Lamia Zribi. Le 18 août 2017, il démissionne de ses deux fonctions.
Lors de l'élection présidentielle de 2019, il annonce avoir voté pour Nabil Karoui et souhaité sa libération, estimant que son maintien en détention est une honte pour la démocratie naissante.
Son nom figure sur la liste des ministres proposée par Habib Jemli, le 2 janvier 2020, en tant que ministre du Développement, de l'Investissement et de la Coopération internationale.
Le 31 octobre 2020, le parti Afek Tounes annonce son adhésion. Le 19 décembre, il est élu président du parti par le conseil national.
Il annonce sa démission en octobre 2023.

## Polémique
En août 2017, une polémique éclate lorsque la presse annonce que Fadhel Abdelkefi est mis en examen depuis 2014. En effet, la douane tunisienne a porté plainte et une peine de prison a été prononcée par contumace à son encontre. En effet, il lui est reproché, dans le cadre des activités de la société Tunisie Valeurs et ce afin de pouvoir exporter des sommes d'argent en devises vers le Maroc, que Tunisie Valeurs ait vendu des sites électroniques et des logiciels de programmation pour une valeur totale de 250 000 dinars tunisiens mais que la somme restante ne serait pas retournée en Tunisie conformément à la loi tunisienne de change,.
Le 18 août, face à ce jugement, il présente sa démission de ses postes de ministre du Développement, de l'Investissement et de la Coopération internationale et de ministre des Finances par intérim. Sa démission est acceptée par Youssef Chahed quelques jours plus tard, précisant qu'il continue à gérer les affaires courantes jusqu'au remaniement prévu ultérieurement,.
Le 5 mars 2019, la Cour de cassation rend public un arrêt mettant fin d'une manière définitive à toute poursuite et à toute condamnation relative au procès intenté en 2014.

## Publications
- Taoufik Habaieb (dir.), Tunisie dix ans et dans dix ans, Tunis, Leaders, 2021, 240 p. (ISBN 978-9973988652)[22].